# La Quebradona
La Quebradona är ett vattendrag i Honduras.   Det ligger i departementet Departamento de Ocotepeque, i den västra delen av landet, 210 km väster om huvudstaden Tegucigalpa.